# 山本昌平 (実業家)
山本 昌平（やまもと まさひら、1956年1月3日 - ）は、日本の実業家。元ハイマックス社長、会長。東京都出身。

## 経歴
1956年（昭和31年）1月3日、東京都生まれ。1978年（昭和53年）3月上智大学理工学部卒業。同年4月株式会社ハイマックス入社。1991年（平成3年）3月同社取締役。2000年（平成12年）同社代表取締役社長。2006年（平成18年）1月関連会社である株式会社エスビーエス代表取締役。同年4月ハイマックス取締役。2009年（平成21年）4月同社取締役会長、エスビーエス取締役。同年6月ハイマックス代表取締役会長。2011年（平成23年）5月エスビーエス取締役退任。同年6月ハイマックス代表取締役社長。2015年（平成27年）同社代表取締役会長を歴任した。